# Leptacme cuongi
Leptacme cuongi là loài ốc thuộc họ Clausiliidae.
Tên của loài này được đặt theo tên của nhà sinh vật học Dương Ngọc Cường, công tác tại Viện Sinh thái và Tài nguyên sinh vật, Hà Nội, Việt Nam, là bạn của người phát hiện ra loài Leptacme cuongi.

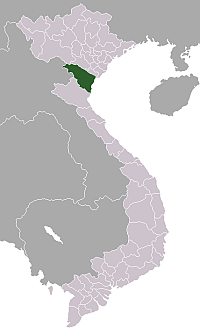
Tỉnh Thanh Hóa, nơi phát hiện loài ốc Leptacme cuongi

Leptacme cuongi được phát hiện lần đầu tại Khu bảo tồn thiên nhiên Pù Luông, gần một núi đá vôi tại khu vực làng Am, 20°27.39'N 105°13.65'E, Thanh Hóa, Việt Nam.

## Hình ảnh

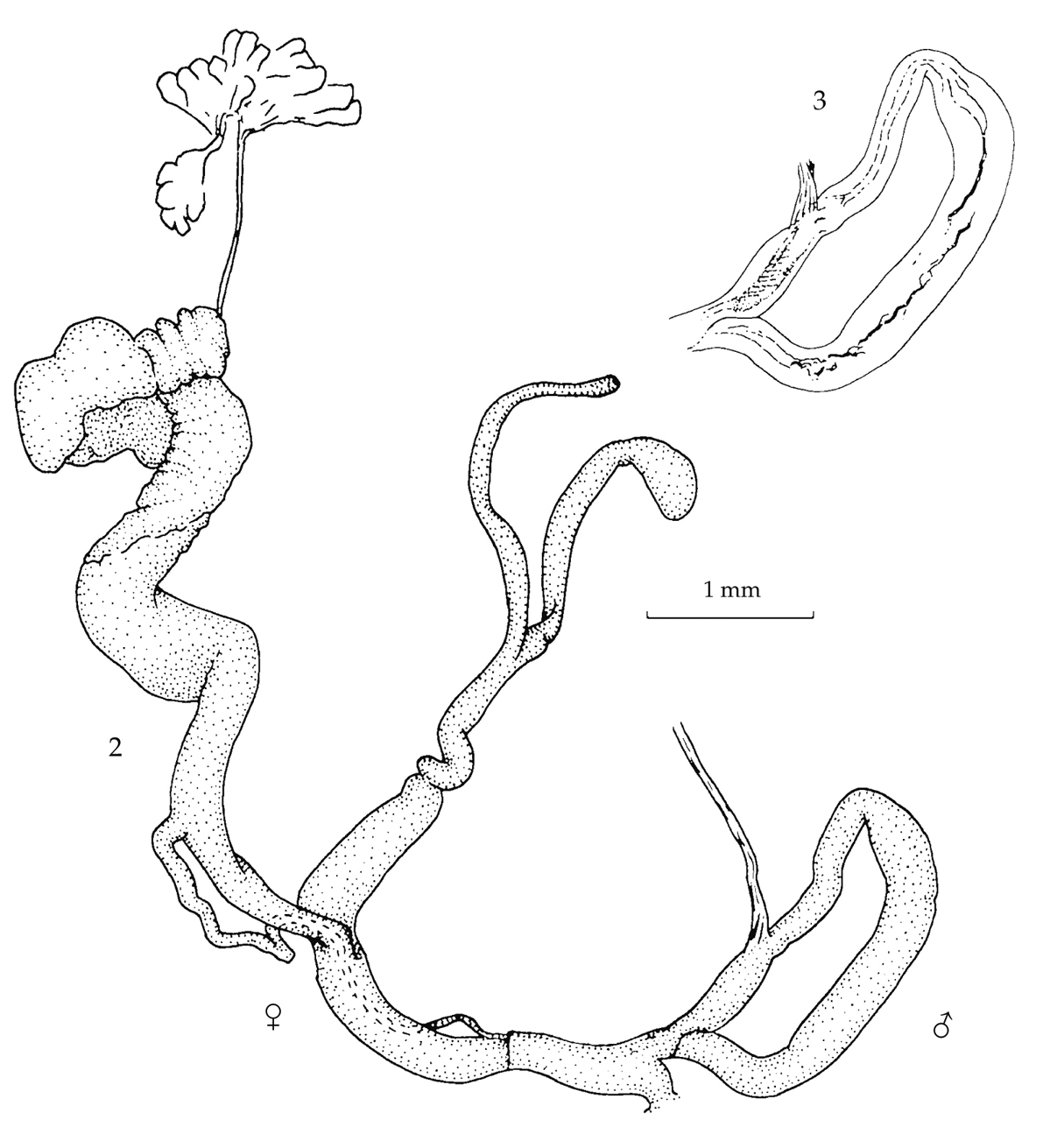
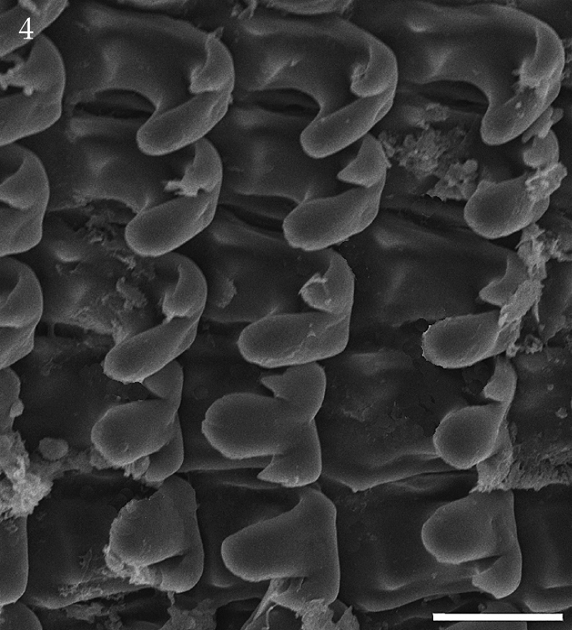
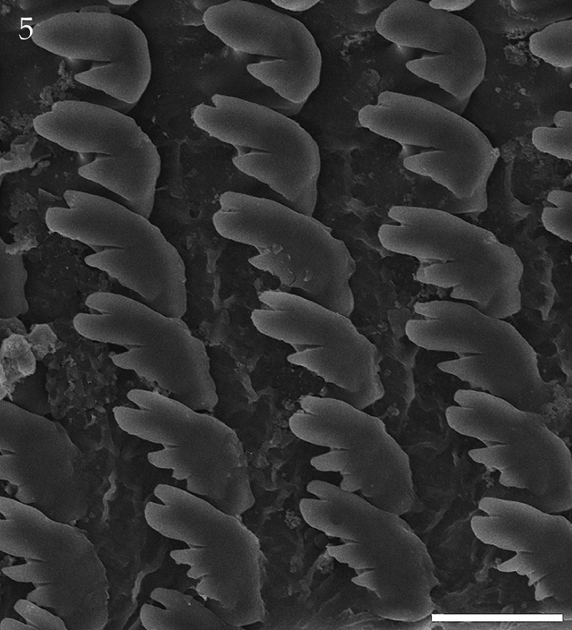